# Mavali, Sorab
Mavali là một làng thuộc tehsil Sorab, huyện Shimoga, bang Karnataka, Ấn Độ.